# MÁV M42 sorozat

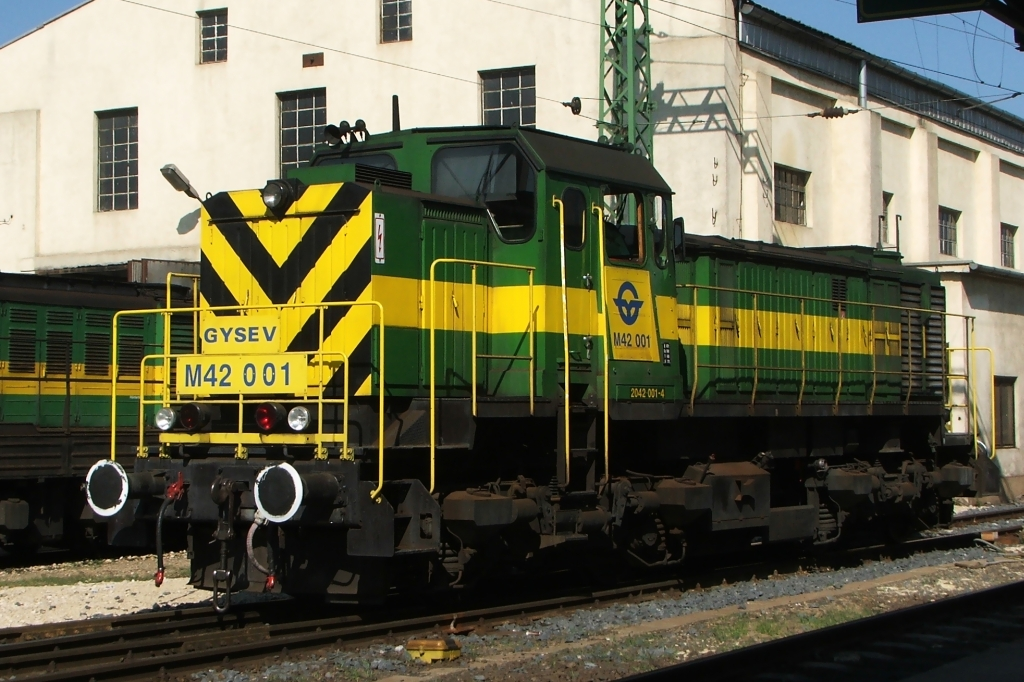
Tolató szolgálatban Sopron GYSEV pályaudvaron, már zöld-sárga festéssel

A MÁV M42 sorozat a MÁV részére szállított, később GYSEV által üzemeltetett, nem villamosított pályákra szánt nagy terhelhetőségű, Bo'Bo' tengelyelrendezésű dízel-elektromos tolatómozdony sorozat. Beceneve „Szörnyella”, "Szabida".

## Története
Az 1990-es évek elején a MÁV elhatározta, hogy lecseréli az akkorra már kiöregedett M44 sorozatú tolatómozdony típust egy hasonló kaliberű, de a kornak megfelelő felépítményű mozdonytípusra, és ez lett az M42-es sorozat. A MÁV és a Ganz–Hunslet Rt. szakemberei együtt dolgoztak az új mozdonytípus, a DVM–14 kialakításán, amely 1994-re készült el, és az M42 001 pályaszámot kapta. Az M42 001-es mozdony az üzemben jól bevált, de a  sorozatgyártásra a MÁV anyagi helyzete miatt nem került sor. A mozdonyt üzemeltetése az egyedi jellege miatt, ill. a "gyerekbetegségek" nehézségekbe ütközött, emiatt  később a GYSEV-nek adták át. A mozdony jelenlegi tulajdonosa a KÁRPÁT Vasút kft., szándékaik szerint szeretnék felújítani, és tovább üzemeltetni. A felújítás 2024 elején a MÁV-Start dombóvári telephelyén elkezdődött.

## Műszaki jellemzők
A MÁV kívánsága az volt, hogy a készülő mozdony járműszerkezeti részei hasonlóak legyenek a MÁV V46 sorozatéhoz. A hasonlóság konstrukciós szempontból értendő, a közhiedelemmel ellentétben néhány alkatrész kivételével nem egyezik meg, sem az alváz, sem a vezetőfülke, sem más egy az egyben a V46 sorozattal. A  forgóvázak esetén már előfordulnak azonos alkatrészek.

### Motor
A jármű erőforrása egy 8 hengeres 640 kW-os MWM Deutz-dízelmotor, amelyet Németországban gyártottak. A mozdony minden erőátviteli berendezését a Ganz–Ansaldo Rt. szállította. A mozdony vontatási teljesítménye 560 kW, ez lehetővé teszi, hogy a gép a tolatási feladatokon kívül 80 km/h sebességgel vonatokat is továbbítson.

### Villamos berendezés
A mozdony főáramköri berendezése a dízelmotor által hajtott váltakozóáramú főgenerátorból, tirisztoros egyenirányítóból, 4 db egyenáramú vontatómotorból áll. Ezeken kívül találhatók még különféle kapcsoló készülékek (irányváltó, menet ill. fékkontaktorok), és a dinamikus fékezést lehetővé tévő fékellenállás.

### Fékek
A mozdony a hagyományos légféken (KNORR) kívül el lett látva villamos ellenállás fékkel is. Fékezéskor a motorok áramot termelnek amit a fékellenálláson hővé alakul. Tehát a mozgási energia hőenergiává alakul anélkül, hogy a féktuskók súrlódnának a kerekekhez. Természetesen a mozdonyra felszerelték a hagyományos légfékeket is, műanyag féktuskókkal, amelyek bármikor lecserélhetők a már megszokott öntöttvas tuskókra.

### Elektronika
A mozdonyt sokoldalú elektronikával látták el, amely ellenőriz, és vezérel is egyben. Sárga illetve piros jelzésekkel figyelmezteti a mozdonyszemélyzetet a már bekövetkezett, vagy várhatóan bekövetkező rendellenességekről. Ha olyan jellegű hiba adódik, amely az önmagukban is nagy értéket képviselő valamelyik részegység tönkremenetelét okozhatja, az elektronikus automatika leállítja a motort. A mozdonyra felszereltek továbbá egy fedélzeti elektronikus adattárolót, ami megőrzi a mozdony üzeméhez kapcsolódó információkat. A tárolt adatokat számítógéppel lehet kiolvasni.